# Digital-Gipfel
Der Digital-Gipfel (bis 2016 Nationaler IT-Gipfel) ist ein vom Bundesministerium für Wirtschaft und Energie seit 2006 jährlich ausgerichteter Kongress, der zusammen mit seinem unterjährigen Prozess als zentrale Plattform zur Gestaltung der Digitalisierung und der Digitalen Transformation von Wirtschaft, Staat und Gesellschaft in der Bundesrepublik Deutschland dienen soll.
Der Digital-Gipfel greift die zentralen Handlungsfelder der digitalen Transformation in thematischen Plattformen auf. In diesen Plattformen und ihren Fokusgruppen erarbeiten Vertreter aus Wirtschaft, Wissenschaft und Gesellschaft unterjährig Projekte, Veranstaltungen und Initiativen, die die Digitalisierung in Wirtschaft und Gesellschaft voranbringen sollen. Beim Gipfel werden die Ergebnisse der Arbeiten präsentiert, Trends vorgestellt und digitalpolitische Herausforderungen sowie Lösungsansätze diskutiert.
Der Gipfel-Prozess wurde von der 2021 auf Bundesebene gewählten Ampelkoalition (Koalitionsvertrag: „Mehr Fortschritt wagen“) ab 2022 neu gestaltet.
Der für Frühjahr 2025 geplante Digital-Gipfel in Stuttgart wurde aufgrund der bundespolitischen Entwicklung auf unbestimmte Zeit verschoben.

## Chronologie der Digital-Gipfel ab 2022
Chronologisch absteigend:

### 2024: Frankfurt am Main
Der Digital-Gipfel 2024 fand am 21. und 22. Oktober 2024 in Frankfurt am Main statt. Das Gipfel-Motto war: „Deutschland Digital. Innovativ. Souverän. International“. Das Land Hessen hatte sich mit dem Leitmotiv „FinTech & Start-ups – Cybersicherheit & Resilienz – Mobilität & Smart Region“ erfolgreich beworben. Das Partnerland Hessen präsentierte sich in Frankfurt parallel zum Digital-Gipfel der Bundesregierung mit einem eigenen Programm.  Der weltweit größte kommerzielle Internet-Knoten DE-CIX befindet sich in Frankfurt am Main. Darüber hinaus ist Frankfurt ein wichtiger Standort für Rechenzentren.
Der damalige Bundesdigitalminister Volker Wissing wollte mit „Digital Only“ analoge Wege zugunsten von digitalen Zugängen abschalten, um damit die Digitalisierung zu beschleunigen.

### 2023: Jena
Am 20. und 21. November 2023 fand der zweite Digital-Gipfel der Ampelkoalition unter dem Titel „Digitale Transformation in der Zeitenwende. Nachhaltig. Resilient. Zukunftsorientiert“ in Jena statt.
Bayerns Digitalminister Fabian Mehring kritisierte den Gipfel als „politische Alibi-Veranstaltung im Hochglanzformat ohne konkrete Folgen“. Während Bundeskanzler Scholz die Zeitenwende propagiere, verschlafe seine Regierung die Zukunft.
Die Frankfurter Allgemeine Zeitung sieht in dem Gipfel „einen willkommenen Anlass, Fortschrittswillen zu dokumentieren anstatt sich mit klaffenden Haushaltslöchern zu beschäftigen.“
Der netzpolitische Aktivist Markus Beckedahl begrüßte, dass die Zivilgesellschaft auf diesem Gipfel stärker vertreten war, beklagte aber die mangelnde Transparenz bei der Besetzung der Plattformen.
Auf diesem Digital-Gipfel waren unterschiedliche Positionen zur Regulierung von Künstlichen Intelligenz (KI) hart aufeinander getroffen. Während die Bundesregierung sich entschieden gegen eine Beschränkung der Grundtechnologie aussprach, verlangten Vertreter der Zivilgesellschaft strenge gesetzliche Rahmenbedingungen.

### 2022: Berlin
Die Federführung des Gipfels wurde statt wie bisher vom Bundeskanzleramt nun gemeinsam vom Bundesministerium für Digitales und Verkehr (BMDV) sowie vom Bundesministerium für Wirtschaft und Klimaschutz (BMWK) übernommen. Die bisherigen zehn thematischen Plattformen wurden auf sieben Plattformen konzentriert:
Plattform 1: Digitale Konnektivität und Datenökonomie Vorsitz: Volker Wissing (BMDV), Frank Riemensperger, Srini Gopalan
Plattform 2: Innovative und nachhaltige Digitalisierung der Wirtschaft Vorsitz: Robert Habeck (BMWK), Achim Berg
Plattform 3: Lernende Systeme | Digitale Kompetenzen Vorsitz: Bettina Stark-Watzinger, Reinhard Ploss
Plattform 4: Digitalisierung der Arbeitswelt Vorsitz: Hubertus Heil, Jörg Hofmann
Plattform 5: Offene Verwaltung – Daten intelligent nutzen Vorsitz: Nancy Faeser, Marc Reinhardt
Plattform 6: Kultur und Medien Vorsitz: Claudia Roth, Claus Crewenig
Plattform 7: Verbraucherpolitik in der digitalen Welt Vorsitz: Steffi Lemke, Alexander Birken
Der Digital-Gipfel fand am 8. und 9. Dezember 2022 in Berlin statt. Die Präsenzveranstaltung wurde mit einem Livestream virtuell begleitet. Schwerpunktthema dieses Gipfels war die Datenökonomie (Motto: „Daten – Gemeinsam digitale Werte schöpfen“).
Der damalige Präsident des Digitalverbands Bitkom, Achim Berg, forderte eine digitale Zeitenwende für Deutschland. Daten seien in allen gesellschaftlichen Bereichen gezielt einzusetzen, um die großen Herausforderungen wie Dekarbonisierung, Verwaltungsdigitalisierung und Verkehrswende meistern zu können.
Eine neue nationale Datenstrategie der Bundesregierung soll Wohlstand und Wettbewerbsfähigkeit unter anderem durch folgende Maßnahmen sichern:
- Pflicht des Bundes zur aktiven Veröffentlichung bestimmter Datenkategorien
- Rechtsanspruch auf Open Data
- Bereitstellung und Zertifizierung von „Datentreuhändern“ zur Sicherstellung von Datensouveränität und zum Schutz personenbezogener Daten
- Investitionen in Daten sollen sich lohnen. Musterverträge sollen den rechtlichen Umgang mit Daten erleichtern
- Datenformate sollen kompatibler werden.

Das von der Bundesregierung geplante und im Aufbau befindliche Dateninstitut soll kurzfristig in den Bereichen Gesundheit, Mobilität und politischen Entscheidungsprozessen konkrete Verbesserungsvorschläge machen.
Im November 2022 bemängelte der Verein netzpolitik.org im Vorfeld des Gipfels, dass im Programm der wichtigsten netzpolitischen Veranstaltung der Bundesregierung die digitale Zivilgesellschaft kaum vertreten sei und dass die Bundesregierung Digitalpolitik primär als Wirtschaftspolitik verstehe.
Das Bündnis F5 (Bündnis von AlgorithmWatch, der Gesellschaft für Freiheitsrechte, der Open Knowledge Foundation Deutschland, von Reporter ohne Grenzen und Wikimedia Deutschland) kritisiert ebenfalls die wirtschaftspolitische Ausrichtung des Gipfels und fordert einen digitalpolitischen Neustart mit der Zivilgesellschaft.

## Chronologie der Digital-Gipfel 2006 bis 2021
Der Gipfel-Prozess war in den Jahren 2006 bis 2021 jeweils in zehn thematische Plattformen gegliedert:
- Plattform 1: Digitale Netze und Mobilität[38][39]
- Plattform 2: Innovative Digitalisierung der Wirtschaft[40]
- Plattform 3: Industrie 4.0[41]
- Plattform 4: Lernende Systeme[42] (Plattform Lernende Systeme)
- Plattform 5: Digitale Arbeitswelt[43]
- Plattform 6: Digitale Verwaltung und öffentliche IT[44]
- Plattform 7: Lernen.Forschen.Wissen[45]
- Platform 8: Kultur und Medien[46]
- Plattform 9: Sicherheit, Schutz und Vertrauen für Gesellschaft und Wirtschaft[47]
- Plattform 10: Verbraucherpolitik in der digitalen Welt[48]

Die Gipfel im Einzelnen (chronologisch absteigend):

### 2021: Der Gipfel fand nicht statt
Aufgrund der Nähe zur Bundestagswahl fand im Jahr 2021 der ursprünglich geplante Digital-Gipfel (Motto: „Ausblick Wirtschaft Digital 2030“) nicht statt. Auf Einladung von Bundeswirtschaftsminister Peter Altmaier tauschten sich die Vorsitzenden der zehn Gipfel-Plattformen mit Bundeskanzlerin Angela Merkel über zentrale Zukunftsthemen aus.

### 2020: Der Gipfel fand virtuell statt
Der 14. Digital-Gipfel fand vom 30. November bis 1. Dezember 2020 aufgrund der Covid-19-Pandemie virtuell statt. Das Motto „Digital nachhaltiger leben“ stand im Mittelpunkt dieses Gipfels. Der Gipfel bezog sich damit auf die 2015 verabschiedeten Ziele für nachhaltige Entwicklung der Agenda 2030 der Vereinten Nationen.

### 2019: Dortmund
Der 13. Gipfel fand am 28. und 29. Oktober 2019 in Dortmund statt. Schwerpunkt waren Digitale Plattformen in Deutschland und Europa sowie die Schaffung von Rahmenbedingungen zur Förderung digitaler Geschäftsmodelle in der Plattformökonomie. Unter dem Motto „PlattFORM DIE ZUKUNFT“ wurden in der sogenannten „Dortmund Declaration“ unter anderem folgende Ziele thematisiert:
- Cloud Computing „Made in Europe“ soll die Datensouveränität von Bürgern und Unternehmen sicherstellen.[54]
- Der flächendeckende Ausbau von Gigabitnetzen, welche die Basis der Plattformökonomie darstellen, soll weiter vorangetrieben und gefördert werden
- Mit dem GWB-Digitalisierungsgesetz soll das deutsche Kartellrecht an die Plattformökonomie angepasst werden[55]

Im Mittelpunkt dieses Digital-Gipfels stand das von Bundeswirtschaftsminister Peter Altmaier vorgestellte Projekt Gaia-X, der Aufbau einer vernetzen europäischen Dateninfrastruktur der nächsten Generation. In den Medien und in der Fachöffentlichkeit werden die Erfolgsaussichten dieser Initiative überwiegend skeptisch beurteilt.

### 2018: Nürnberg
Der 12. Gipfel fand am 3. und 4. Dezember 2018 in Nürnberg mit 1.100 Vertretern aus den Bereichen Politik, Wirtschaft, Wissenschaft, Gewerkschaften und Gesellschaft statt. Das Schwerpunktthema war „Künstliche Intelligenz – ein Schlüssel für Wachstum und Wohlstand“. Aus der Politik nahmen Bundeswirtschaftsminister Peter Altmaier, Bundeskanzlerin Angela Merkel, Forschungsministerin Anja Karliczek, Justizministerin Katarina Barley, Verkehrsminister Andreas Scheuer und der bayerische Ministerpräsident Markus Söder an dem Kongress teil. Die Teilnehmer diskutierten die Möglichkeiten zur Umsetzung der KI-Strategie der Bundesregierung. Zielsetzung der Bundesregierung zur Künstlichen Intelligenz ist, Deutschland und Europa zu einem führenden KI-Standort zu machen und somit die deutsche Wettbewerbsfähigkeit Deutschlands sicherzustellen.Christiane Woopen, die Sprecherin der Datenethikkommission der Bundesregierung, wies in diesem Zusammenhang darauf hin, dass der Einsatz von KI ethisch gestaltet werden müsse.

### 2017: Ludwigshafen
Der 11. Gipfel fand am 12. und 13. Juni 2017 in Ludwigshafen in der Metropolregion Rhein-Neckar erstmals unter dem Namen Digital-Gipfel statt. Das Motto war „vernetzt besser leben“.

### 2016: Saarbrücken
Der 10. Gipfel fand am 16. und 17. November 2016 in Saarbrücken statt. Das Motto war „Lernen und Handeln in der digitalen Welt“.

### 2015: Berlin
Der 9. Gipfel fand am 19. November in Berlin statt. Das Motto war „Digitale Zukunft gestalten - innovativ_sicher_leistungsstark“.

### 2014: Hamburg
Der 8. Gipfel fand am 21. Oktober 2014 in Hamburg statt. Das Motto war „Arbeiten und Leben im digitalen Wandel – gemeinsam.innovativ.selbstbestimmt“.

### 2012: Essen
Der 7. Gipfel fand am 13. November 2012 im ThyssenKrupp Quartier in Essen statt.

### 2011: München
Der 6. Gipfel fand am 6. Dezember 2011 in der bayerischen Landeshauptstadt München statt. Motto des Gipfels war „smart. mobil. vernetzt“. So handelten die Themen der Arbeitsgruppen und die Diskussionen in den vier Foren „Vom Social Web zum Business Web“, „Intelligente Netze und Technologien“, „Cybersicherheit“ und „Digitale Welt“ hauptsächlich von der Frage nach Nutzungsmöglichkeiten und Ausbaufähigkeiten von aktueller Infrastruktur und Internetangeboten. Wie auch in den Jahren zuvor wurden vom IT-Gipfelblog Interviews geführt und Mitschnitte der Veranstaltungen angefertigt, die online zur Verfügung stehen.

### 2010: Dresden
Der 5. Gipfel fand am 7. Dezember 2010 in Dresden statt. Thema war unter anderem der Vergleich Deutschlands mit anderen Standorten für Informationstechnologie. Nach einer vom Bundeswirtschaftsministerium vorgelegten Studie aus dem Jahr 2009 belegte Deutschland mit 59 Prozent der maximalen Leistung hinter Südkorea, den Vereinigten Staaten, Japan, Dänemark, Großbritannien und Schweden den 7. Platz. Weitere Themen waren der Datenschutz und die Datensicherheit sowie die Forderung der IT-Branche nach einer steuerlichen Förderung von Forschungsausgaben.

### 2009: Stuttgart
Der 4. Gipfel fand am 8. Dezember 2009 in Stuttgart statt.

### 2008: Darmstadt
Der 3. Gipfel fand am 20. November 2008 in Darmstadt statt. Politische Forderungen, als Teil der sogenannten Darmstädter Erklärung sind folgende:
- weltweit führende IKT-Infrastrukturen
- eine global wettbewerbsfähige Software- und Dienstleistungsindustrie
- eine moderne und leistungsfähige öffentliche Verwaltung
- internationale Spitzenstellung in der Forschung
- exzellente Fachkräftebasis
- starker Mittelstand.

Einen politischen Schwerpunkt des Gipfelprogramms und ein Ergebnis bildet der Aktionsplan Green IT. Darin sind u. a. folgende Ziele definiert: grüne IKT-Lösungen in Deutschland entwickeln, IKT energieeffizient und ressourcenschonend nutzen, nationales Kompetenznetzwerk Green IT.

### 2007: Hannover
Der 2. Gipfel am 10. Dezember 2007 mit 500 Teilnehmern in Hannover stand im Zeichen der Ernennung von Hans Bernhard Beus zum Beauftragten der Bundesregierung für Informationstechnik, auch „Bundes-CIO“ genannt. Dieser soll die IT-Aktivitäten der Bundesregierung zentral steuern. Weiteres zentrales Thema des Gipfels war die Knappheit an IT-Fachkräften und die Diskussion einer Lockerung des Zuwanderungsrechts zur leichteren Rekrutierung von Fachkräften aus dem Ausland. Die Bundesregierung nahm die Kritik an der Zuwanderungspolitik in den „Meseberger Beschlüssen“ am 23. August 2007 auf und erleichterte die Bedingungen für die Zuwanderung Hochqualifizierter mit dem am 16. Juli 2008 im Kabinett verabschiedeten Aktionsplan.
Beim zweiten Gipfel wurde der Bundesdatenschutzbeauftragte Peter Schaar eingeladen und dem Aspekt der Bürgerbeteiligung zumindest in passiver Form Rechnung getragen, in dem man die Veranstaltung zum Teil im Internet verfolgen konnte und ein offenes IT-Gipfelblog initiiert wurde. Dennoch gab es auch hier Kritik. So wurde von Seiten der Wirtschaft kritisiert, dass seit dem ersten Gipfel kaum Greifbares passiert sei. Auch die Installierung eines Bundes-CIO wurde kritisch gesehen, denn ihm wurden wenig Kompetenzen zugesprochen.

### 2006: Potsdam
Der 1. Gipfel fand am 12. Dezember 2006 am Hasso-Plattner-Institut in Potsdam statt. Die Bundesregierung nannte als Motivation für die Einberufung dieses Gipfels die immer größer werdende Bedeutung der ITK-Branche für die deutsche Wirtschaft und die deshalb notwendige Stärkung dieses Sektors im Kontext der Globalisierung. Teilnehmer des Gipfels waren 220 geladene hochrangige Vertreter aus Politik (darunter Bundeskanzlerin Angela Merkel), Wirtschaft und Wissenschaft. Als Ergebnis des Gipfels wurde ein 12-Punkte-Plan aufgestellt (Potsdamer Erklärung), in dem die Bedeutung der IT-Branche für die deutsche Wirtschaft unterstrichen wurde und in dem sich die Bundesregierung an einigen Stellen auch konkret zu Förderung von Forschungsprojekten und der Umsetzung von Onlinedienstleistungen durch die Verwaltung verpflichtete.
Vertreter des Mittelstands bemängelten, dass nur Vertreter von Großunternehmen eingeladen wurden. NGOs kritisierten, dass die Zivilgesellschaft nicht eingebunden wurde und der Gipfel dadurch abgehoben wirke. Nicht an der Bundesregierung beteiligte Parteien sprachen von einem PR-Event und kritisierten, dass der Bundesdatenschutzbeauftragte Peter Schaar nicht eingeladen wurde.